# L'asturianu muévese
L'asturianu muévese est un album édité par le label discographique Discos L'Aguañaz en 1997. Son principal objectif étant à travers cette production contribuer à la revendication linguistique de l'asturien comme langue officielle à travers la musique rock.

## Histoire de l'album
Pour promouvoir la reconnaissance de l'asturien comme langue officielle, le chanteur du groupe Dixebra, Xune Elipe, a l'idée de réaliser un disque en invitant des groupes de toute l'Espagne, principalement des groupes rock, en leur faisant interpréter en asturien le morceau choisi. La production est réalisée par Discos L'Aguañaz, label discographique créé en 1993 et dont il est responsable. Xune Elipe voyage partout en Espagne pour enregistrer auprès des différents groupes les différents morceaux.
Boikot est le premier groupe contacté par Xune Elipe. Le groupe accepte immédiatement. Sauf Def Con Dos qui refuse, tous les groupes contactés vont accepter la proposition. Certains avec beaucoup d'entrain, comme le groupe galicien Siniestro Total, qui réalise à cette occasion un morceau inédit Collaciu (version de Junco Partner (en) des Clash) ou le chanteur de Valladolid Jesús Cifuentes (es), chanteur des Celtas Cortos, qui s'est occupé personnellement de la négociation avec sa maison de disque pour libérer les droits pour le morceau enregistré. Vingt groupe sont retenus pour le disque, dont la plupart des groupes asturiens les plus importants, parmi lesquels bien entendu le groupe Dixebra.
Xune Elipe est l'homme orchestre du projet. Il prend contact avec les groupes et recherche les studios d'enregistrement. Il prépare les traductions et adaptations des textes en asturien. Le groupe avec lequel il a le plus de difficulté d'adaptation est le groupe basque Su Ta Gar, et le texte en asturien diffère quelque peu du texte originel en basque. Les enregistrements organisés par Xune Elipe se tiennent les week-ends dans une douzaine de villes, Gijón, Avilés, Vigo, Saint-Jacques-de-Compostelle, Saragosse, Madrid, Valladolid, Barcelone, Bilbao, Azcárate et Berriz.
Le disque sort en 1997, le jour des lettres asturiennes (en asturien : Día de les Lletres Asturianes) organisé par l'Académie de la langue asturienne. Les styles vont du funk au punk. Le disque sort en 3 000 exemplaires et a une bonne diffusion, dans les Asturies bien sûr, mais également dans les villes et territoires des groupes participants. Les médias s'intéressent au projet, ainsi lors de l'enregistrement du groupe catalan Brams, la télévision catalane TV3 fait un entretien avec le chanteur Dixebra à qui il est demandé de s'exprimer directement en asturien.
Les médias asturiens sont ceux qui finalement couvrent le moins bien la sortie du disque. Cela peut paraître surprenant, mais pour ceux qui connaissent bien les médias asturiens, cela reflète la ségrégation culturelle qui touche ceux qui utilisent l'asturien dans la littérature, la musique ou les médias.

## Liste des interprètes et thèmes de l'œuvre
| N° | Interprète                     | Titre                      | Thème original                | Provenance           |
| -- | ------------------------------ | -------------------------- | ----------------------------- | -------------------- |
| 1  | Os Diplomáticos de Monte-Alto, | Yo quiero ser gaiteru      | Gaiteiro                      | Galice               |
| 2  | Jesús Cifuentes (es)           | El caimán verde            | El caimán verde sigue vivo    | Castille             |
| 3  | Dixebra                        | Nun llores                 | inédit                        | Asturies             |
| 4  | Avientu (es)                   | Estrelles ensin nome       | inédit                        | Asturies             |
| 5  | Ixo Rai! (es)                  | María                      | María                         | Aragon               |
| 6  | Joxe Ripiau (es)               | Margarita                  | Margarita                     | Pays basque          |
| 7  | Siniestro Total                | Collaciu                   | Junco Partner (The Clash)     | Galice               |
| 8  | Brams                          | Fieles a la utopía         | Fidels a l'utopía             | Catalogne            |
| 9  | Rastreros                      | La de la vaca              | A da vaca                     | Galice               |
| 10 | La Polla Records               | Ensin salida               | Sin salida                    | Pays basque          |
| 11 | Boikot                         | Dopaxe                     | Dopaje                        | Madrid               |
| 12 | Heredeiros da Crus             | Frenazu nel calzonciellu   | Frenaso no calsonsillo        | Galice               |
| 13 | Los Enemigos                   | Señor Correutu             | Sr. Correcto                  | Madrid               |
| 14 | Koma                           | Equí güel comu que fumaron | Aquí huele como que han fumao | Navarre              |
| 15 | Su Ta Gar                      | Dioses del terror          | Beldurraren jainkoak          | Pays basque          |
| 16 | Π L.T. (es)                    | Diós yá morrió             | Hil da jainkoa                | Pays basque          |
| 17 | Anarquía Positiva              | Si españa, qu'españe       | (original en asturien)        | Asturies             |
| 18 | Nación Reixa                   | Gripe                      | Gripe                         | Galice / Pays basque |
| 19 | Matamala                       | Nueche na ciudá            | City Night Life               | Catalogne            |
| 20 | Toli Morilla (ast)             | Tú vas matame              | Tú me matas                   | Asturies             |